# Lava-lava

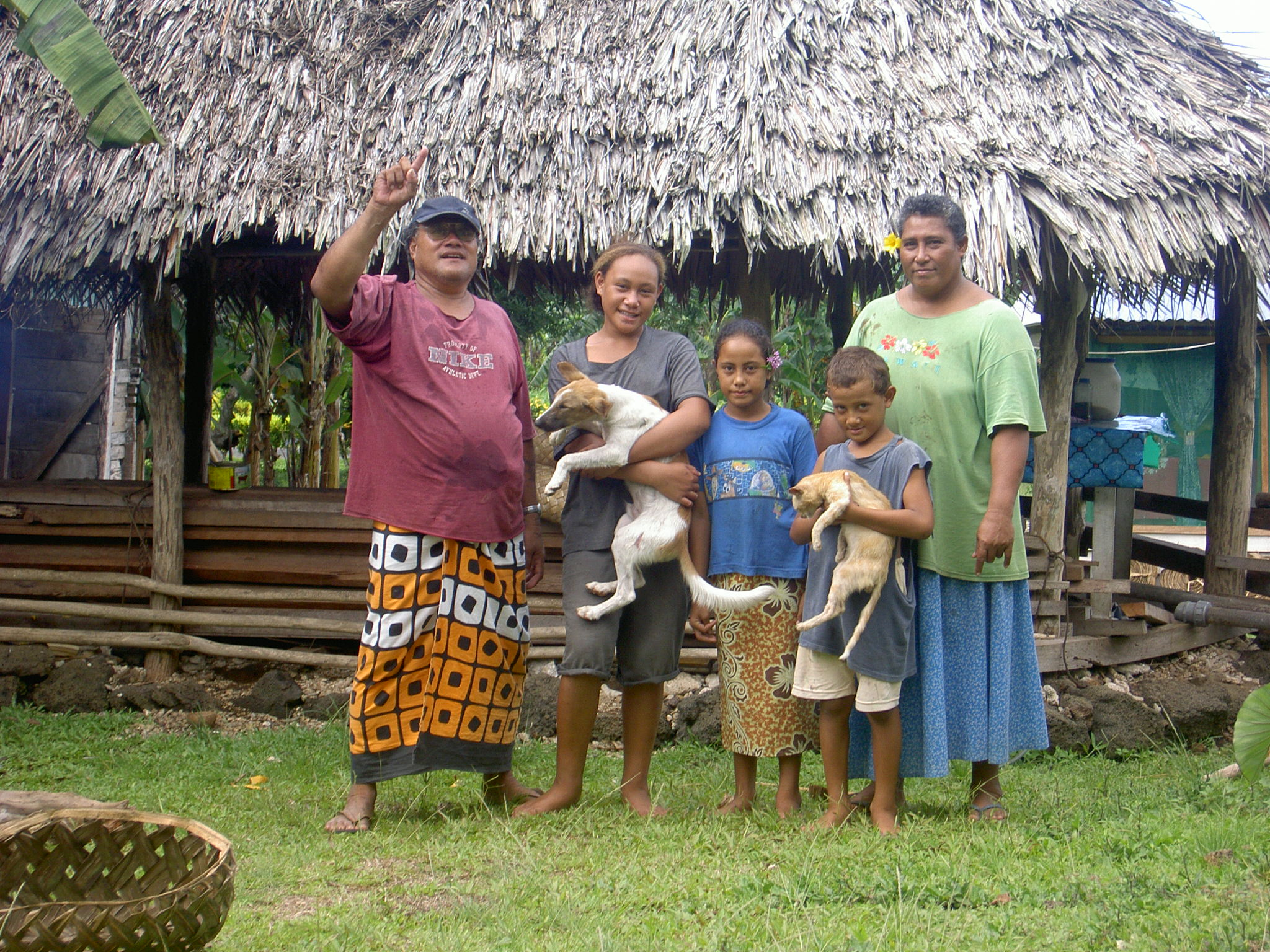
Familia de Samoa usando la prenda de vestir tradicional

El lava-lava es una prenda de vestir tradicional del área geográfica polinesia consistente en una única pieza inferior que llega hasta los tobillos, de colores muy variados y vistosos, y en la mayoría de las ocasiones estampada con motivos florales u otros. Este tipo de falda tradicional, es utilizada diariamente por la población autóctona de muchas islas del Pacífico, tanto masculina como femenina, y supone un símbolo identitario entre las comunidades polinesias emigradas a otras regiones del mundo.